# Friedrichshafen FF.41
Friedrichshafen FF.41 là một loại máy bay trinh sát của Đế quốc Đức trong Chiến tranh thế giới I, do Flugzeugbau Friedrichshafen thiết kế năm 1917.

## Quốc gia sử dụng
EstoniaKhông quân Estonia
 Phần LanKhông quân Phần Lan
 German EmpireHải quân Đế quốc Nhật Bản

## Tính năng kỹ chiến thuật (FF.41)
Dữ liệu lấy từ Thulinista Hornetiin
Đặc điểm tổng quát
- Kíp lái: 3
- Chiều dài: 13,70 m (44 ft 11 in)
- Sải cánh: 21,96 m (72 ft 0 in)
- Chiều cao: 4,65 m (15 ft 3 in)
- Diện tích cánh: 112,5 m² (1.210,5 ft²)
- Trọng lượng cất cánh tối đa: 3.670 kg (7.340 lb)
- Động cơ: 2 × Benz Bz.III kiểu động cơ piston 6 xy-lanh, làm mát bằng nước, 112 kW (150 hp)  mỗi chiếc

 Hiệu suất bay 
- Vận tốc cực đại: 120 km/h (65 kn, 74 mph)
- Thời gian bay: 6 h

Trang bị vũ khí

- 1 × súng máy 7,92 mm (.312 in)
- Bombs
- 1 × ngư lôi 700 kg (1,540 lb)